# Dijeta
Dijeta je način ishrane, koji u nekim slučajevima prerasta i u način života, a koji se uglavnom praktikuje u borbi protiv gojaznosti, kao i nekih drugih kao npr. celijakija, dijabetes ili razne netolerancije i alergije, kao npr netolerancija na gluten ili laktozu. Standardna pojednostavljena teorija kaže da se telesna težina može smanjiti unošenjem hrane sa manjim brojem kalorija, i povećanjem fizičkih aktivnosti i vežbanjem. Problem s ovom definicijom je da vežbanje u opštem slučaju povećava mišićnu masu, gde mišići imaju znatno veću gustinu od sala pa usled vežbanja može da dođe i do povećanja mase, ali smanjenja masnih naslaga. Primer nepodesne ishrane su slatkiši.
Telo gori kalorije da bi funkcionisalo. Deo kalorija se troši i na varenje. Mišići gore ponajviše kalorija, tako da je opšte pravilo da što više mišića neko ima, to brže gubi kilograme. Iz ovog razloga se u poslednje vreme dizanje tegova preporučuje za mršavljenje.
Neki ljudi opet praktikuju dijete zarad povećanja telesne mase, i to uglavnom u obliku mišićne mase. Dijeta se može praktikovati i u cilju održanja telesne mase. Postoje i dijete koje prate određena verovanja, kao npr postovi, halal, košer dijete.
Dijete koje podstiču mršavljenje se mogu podeliti u četiri kategorije: dijete sa niskim unosom masti, dijete sa niskim unosom ugljenih hidrata, dijete sa niskim unosom kalorija, i dijete sa izuzetno niskim unosom kalorijama. Ljudsko telo kroz ishranu konzumira proteine i masti kao gradivne materije, i masti i ugljene hidrate kao izvore energije. Kalorija je jedinica količine energije, tako da smanjenje unosa masti i/ili ugljenih hidrata kroz ishranu, samo po sebi predstavlja smanjenje unosa kalorija.
Metaanaliza 6 nasumično odabranih kontrolnih ispitivanja je pokazala da ne postoje razlike između osnovnih tipova dijeta u samom gubljenju kilograma, i sve rezultiraju sa gubitkom od 2–4 kg. U periodu od dve godine, sve dijete sa smanjenim kalorijama rezultiraju jednak gubitak težine, nebitno koji makronutrijent je odabran kao glavna namirnica. U opštem slučaju, najefektivnija je ona dijeta pri kojom subjekat s uspehom konzumira manji broj kalorija od uobičajenog. To znači da je nekim ljudima lakše da smršaju na voću (niske masti) a drugima na mesu (niski ugljeni hidrati).
Američka fiziološka asocijacija (APA) je pokazala da "dijete ne dovode do održivog gubitka telesne mase ili poboljšanja zdravstvenog stanja za većinu ljudi." Ovaj fenomen se često naziva "Jo-jo efekat" jer se težina, poput igračke uvek vraća. Druge studije pak pokazuju da prosečna osoba ipak uspeva da se trajno reši dela kilaže nakog dijete. Mršavljenje dijetama može poboljšati zdravstveno stanje onih koji su okarakterisani kao nezdravi, ali takođe može i da neznatno poveća mortalitet kod inače zdravih ljudi.
Dijete su veoma aktuelne, jer je sve veći broj gojaznih ljudi. Važno je odabrati dijetu koja odgovara datoj osobi, tako da se osoba može lako pridržavati odrednica, a sve uz konsultacije sa doktorom. Ovo je dovelo do velikog broja dijeta koje se često nazivaju "ćef dijete (fad diets)". Prva takva "ćef" dijeta je bila "Banting", po Vilijamu Bantingu koji ju je osmislio. U pamfletu koji je objavio 1863-e godine, "Reč o korpulentnosti, adresirano javnosti (Letter on Corpulence, Addressed to the Public)", on je obrazložio osnove posebne dijete, niske u ugljenim hidratima, i niske u kalorijama, zahvaljujući kojoj je i on sam izgubio veliki broj kilograma. Još jedan popularan primer ćef dijete bi bila čuvena "Atkins dijeta". U opštem slučaju se mogu podeliti na spore i brze dijete, gde su brze dijete primamljive jer se za kratko vreme može izgubiti veliki broj kilograma, ali su i na meti nutricionista i doktora jer mogu biti loše po zdravlje.

## Istorija
Jedan od prvih dijetologa je bio Engleski doktor Džordž Čejn. On sam je bio izvanredno gojazan i stalno je konzumirao velike količine bogate hrane i pića. Započeo je vegetarijansku dijetu, konzumirajući samo mleko i povrće, i ubrzo povratio svoje zdravlje. Počeo je javno da preporučuje ovakav način ishrane svima onima koji su patili od preterane gojaznosti. 1724-e, je objavio "Esej o zdravlju i dugom životu (An Essay of Health and Long Life)", u kome je preporučio vežbanje i svež vazduh, kao i izbegavanje tzv luksuznih hrana.
Škotski vojni hirurg, Džon Rolo, objavio je "Zapisi o slučaju dijabetesa (Notes of a Diabetic Case)" 1797-e. Opisao je kako mesnata dijeta povoljno deluje na obolele od dijabetesa, bazirajući ovu preporuku na otkriću glikozurija, doktora Metju Dobsona. Koristeći se Dobsonovom test procedurom (test na glukozu u urinu), Rolo je zaključio da dijeta bazirana na mesu, daje dobre rezultate kod oboljenja koje se danas naziva dijabetes tipa 2.
Prva popularna dijeta bila je "Banting" dijeta, po Engleskom pogrebniku Vilijemu Bantingu. On je 1863-e, napisao buklet, koji je sadržao plan ishrane koga se on lično, s uspehom, pridržavao. Njegova dijeta se sastojala od četiri obroka dnevno, uključujući meso, zeleniše, voće, i suvo vino. Akcenat je bio na izbegavanju šećera, slatkih hrana, skroba, piva, mleka i butera. Bantingov pamflet je ostao popularan u godinama koje su usledile i postao je model na kom se baziraju moderne dijete. Popularnost pamfleta je bila tolika da je pitanje "Da li bantuješ?" vremenom preraslo na sve dijete. Njegov pamflet je ostao u štampi čak i u 2007-oj godini.
Prva knjiga o mršavljenju koja je promovisala tzv "brojanje kalorija", i prva knjiga o mršavljenju koja je postala best-seller, bila je "Dijeta i zdravlje: Ključ za brojanje kalorija" objavljena 1918-e, a autorka je bila Američka doktorka i kolumnista Lulu Hant Peters.

## Vrste Dijeta

### Standardna zapadnjačka dijeta
Standardna zapadnjačka dijeta, koju neki nazivaju i standardna američka dijeta, je popularan način ishrane koji ne primenjuje nikakve restrikcije. Ovakva dijeta se praktikuje i kod nas, a glavnicu ishrane predstavljaju žitarice, industrijske prerađevine, hrane koje sadrže velike količine dodatog šećera, gazirani napici, kofein, i sl., sve to praćeno sedentarnim načinom života (hipodinamija), pušenjem, konzumacijom alkohola, i ostalim lošim navikama.

### Dijete sa smanjenim unosom masti
Ove dijete podrazumevaju ishranu sa smanjenom količinom masti. Unos kalorija je smanjen pošto je smanjena količina masti. U ove dijete spadaju vegetarijanstvo, veganizam, NCEP dijete.
Dijete sa smanjenim unosom masti su bile promovisane za prevenciju bolesti srca. Smanjenje unosa masti od 35-40% od ukupnih kalorija na 15-20% se pokazalo kao efikasna mera u smanjenju totalnog holesterola i holesterola niske gustine, tzv lošeg holesterola, za oko 10 do 20%.
Jako dugo je važilo uverenje da do ovog smanjenja holesterola u krvi, dolazi usled redukcije zasićenih masnih kiselina (životinjskih masti) u ishrani, pošto su ove masti po pravilu bogate holesterolom. Tokom godina, izvršene su mnoge studije koje su pokazale vezu između povišenog holesterola i životinjskih masti. Jedna od najpoznatijih je "studija sedam zemalja" Ansela Kiza. Kiz je, između ostalog, na dijagramu prikazao odnos između unosa zasićenih masti po državama, i broja srčanih oboljenja u tim državama, i rezultat je više nego jasno pokazao vezu između ovakve dijete i srčanih oboljenja. U godinama koje su usledile, veliki broj drugih studija je pokazao slične rezultate. Pokazalo se da zasićene masti povećavaju ukupni i LDL holesterol i samim tim je pokazana veza između zasićenih masti i srčanih oboljenja.
U skladu s ovim, dijete su se jako dugo pridržavale ideje da smanjenje životinjskih masti ne samo da dovodi do gubitka telesne mase, već i do poboljšanja zdravlja. Skoro je otkriveno da Anselova studija nije počela sa sedam zemalja. Broj država koje je on proučavao je bio mnogo veći, ali je na kraju on odbacio sve rezultate koji se nisu uklapali u njegovu teoriju. Ovakvo lažiranje rezultata se nažalost često sreće u svetu nauke i naziva se "sklonost ka potvrđivanju sopstvenih pretpostavki (conformation bias)". U skorije vreme se javljaju nove studije koje u potpunosti ili delimično opovrgavaju Anselove zaključke. Šta više sve su češće tvrdnje da su upravo životinjske masti dobre za zdravlje (misli se na organski gajene životinje), dok ga biljne masti narušavaju.
Obrazloženje ovog paradoksa je da telo samo proizvodi holesterol, i to kao reakciju na inflamacije. Smanjenjem upala u organizmu, smanjuje se i količina holesterola u krvi. Omega-6 masne kiseline, koje preovlađuju u biljnim uljima, su jedan od brojnih izazivača upala, pa samim tim i jedan od uzročnika povišenog holesterola. Suzbijanje inflamacije, pa samim tim i smanjenje holesterola, se postiže tek onda kad konsumpcija omega-3 masnih kiselina u organizmu bude gotovo izjednačena sa unosom omega 6. Glavni izvori omega 3 masnih kiselina su pre svega masne ribe poput skuše, koštunice poput Badema, i organski gajena crvena mesa.

#### NCEP dijete
NCEP dijete, tip I i tip II su dijete namenjene ljudima sa visokim holesterolom u krvi. Ideja da se smanjenim unosom masti, posebno zasićenih masti životinjskog porekla, smanji i holesterol u krvi. Ova teorija je opovrgnuta brojnim istraživanjima.
Metaanaliza 16 zasebnih istraživanja u trajanju od 2–12 meseci je pokazala da dijete sa smanjenim unosom masti, bez namernog smanjenja unosa kalorija, rezultiraju gubitkom od 3.2 kg u odnosu na standardnu dijetu.

#### Vegetarijanstvo i veganizam
Vegetarijanstvo je praksa apstinencije od konzumacije mesa, uključujući tu crveno meso, živinu, morsku hranu kao i meso ostalih životinja.
Varijacije vegetarijanstva su: ovo-vegetarijanske dijeta koja dozvoljava jaja, ali ne i mlečne proizvode; lakto-vegetarijanske dijeta koja dozvoljava mlečne proizvode ali ne i jaja; i ovo-lakto vegetarijanske dijeta koja dozvoljava i jaja, i mlečne proizvode.
Veganska dijeta ne dozvoljava ništa od životinjskih proizvoda, a isključuje i jaja, mlečne proizvode, pčelinji vosak, i med.
Vegetarijanstvo i veganstvo nisu samo načini ishrane, već i način života, pa ponekad uključuju i apstinenciju od nekih nejestivih proizvoda klanja životinja (kod tzv "etičkog vegetarijanstva"), kao što su koža, pa čak i svila za odeću, i guščija mast za obuću.
Ozbiljan problem veganske dijete predstavlja činjenica da konzumacija isključivo hrane biljnog porekla, čovek ne može da unese vitamin B12, koji se isključivo nalazi u proizvodima životinjskog porekla.

#### Fat-free proizvodi
Decenije promocije štetnosti masti u ljudskoj ishrani su rezultirale velikim brojem proizvoda koji nose oznaku "fat free" - "ne sadrži masti". Mada ovakav natpis sugeriše da je proizvod dijetalan i zdrav, on nije nijedno. Ukus hrane leži ili u mastima ili šećerima. Svi proizvodi koji ne sadrže masti su zasićeni šećerom inače ne bi imali nikakav ukus.

### Dijete sa smanjenim unosom šećera
Dijete sa smanjenim unosom šećera od kojih je najpoznatija Atkins dijeta su jako bogate proteinima i mastima, i često se nazivaju ketogeničkim dijetama jer im je cilj da izazovu proces poznat pod imenom ketoza. Iz zdravstvenih razloga, ljudi pribegavaju ovim dijetama u borbi protiv gojaznosti i dijabetesa. Ove dijete dozvoljavaju sve vrste mesa, povrća, s posebnim akcentom na zeleno lisnato povrće, kao što su spanać, kelj i sl, a vrlo često ograničavaju voće posebno ako je cilj gubljenje kilograma. Testa i testenine su u potpunosti zabranjene. Ako je cilj smanjenje masnog tkiva, konzumacija voća se smanjuje, ali nije preporučljivo u potpunosti ga izbaciti. Naime do ulaska u ketozu, neuronima je potrebna glukoza kao izvor energije. Kada telo uđe u ketozu, ono počinje da konvertuje masne naslage u ketone koji služe kao izvor energije za mozak.
Teorija iza ovih dijeta je da svaki put kad se bilo šta pojede, a posebno kad se konzumiraju ugljeni hidrati (testa, slatkiši, šećer, voće, čak i povrće sa mnogo skroba, poput krompira) to izaziva skok šećera u krvi, što izaziva proizvodnju insulina. Insulin je hormon koji nastaje u pankreasu, u beta ćelijama Langerhansovih ostrvaca, a uloga mu je da što brže ukloni glukozu iz krvi, pošto je glukoza u krvi toksična. Kada se insulin nađe u krvi, on signalizira tkiva koja su osetljiva na insulin (tu pre svega spadaju poprečno-prugasti mišići, masne naslage i jetra) i ova tkiva onda moraju da apsorbuju glukozu iz krvi. Kako nivo šećera u krvi pada, tako beta ćelije smanjuju proizvodnju insulina tako da se nivo šećera u krvi održava na 5 mmol/L. Insulin deluje kao ključ koji pušta glukozu iz krvi, u ćelije u kojima će služiti kao izvor energije. Kada se često konzumiraju namirnice sa visokim glikemijskim indexom, beta ćelije non-stop proizvode velike količine insulina, i tkiva koja reaguju na insulin, postaju "rezistentna". Kada se javi rezistencija na insulin, javlja se i dijabetes tipa 2. Kada ćelije prestanu da propuštaju glukozu kroz svoje ćelijske zidove, ona biva konvertovana u masti i uskladištena u masnom tkivu. Iz ovog razloga oko 80% ljudi sa dijabetesom tipa 2 pati od gojaznost.
Za razliku od ugljenih hidrata koji služe isključivo kao izvor energije, masti takođe služe i kao gradivne materije. Ćelijski zidovi su izgrađeni od lipida. Iz ovog razloga kada se konzumira masna hrana, one ne biva odmah pohranjena u masna tkiva, već se prvo troši na obavljanje raznih drugih metaboličkih funkcija. Masti služe kao transporteri nekih liposolubilnih vitamina, pomažu funkciju neurotransmitera.

#### Atkins dijeta
Atkins dijeta je verovatno najpoznatija i najpopularnija dijeta koja smanjuje konzumaciju ugljenih hidrata. Dijeta je prvenstveno namenjena za gubljenje kilograma i dugi niz godina je smatrana za vrlo nezdravu dijetu dok su se brojni pro-vegetarijanski i anti crveno meso dokazi nagomilavali. Dijeta je dobila ime po Robertu Atkinsu koji ju je osmislio. Atkinsova dijeta dovodi do 0.1% do 2.9% većeg gubitka telesne mase godišnje u odnosu na kontrolnu grupu.
Atkins dijeta je uglavnom okrenuta mesu, uključujući i crveno meso, i ozbiljnoj redukciji ugljenih hidrata. Većina ugljenih hidrata u ovoj dijeti potiče od povrća dok je voće vrlo limitirano. Ovakva ishrana ima za posledicu da telo ne dobija energiju iz glukoze te mora da gori sopstvene masne naslage da bi došlo do energije. Ovaj proces se naziva ketoza.
Atkins odobrava konzumiranje mleka i mlečnih proizvoda, i jaja, a ne dozvoljava testenine, skrobno povrće, slatkiše, alkohol, kofein. Pojedine vrste voća, uglavnom bobičastog se mogu vratiti u ishranu kada telo uđe u ketozu.

#### Dukan dijeta
Francuski doktor opšte prakse Dr. Pierre Dukan je kreirao ovu dijetu još 1970. godine. Veoma je slična Atkinsonovoj dijeti jer takođe sadrži plan ishrane koji je podeljen u 4 faze. Dukan dijeta spada u visoko proteinske dijete i veoma je restriktivna.
Faza napada - Cilj ove faze je da se izgubi što više kilograma. Dozvoljen je unos neograničenog broja visoko proteinskih namirnica. Ono što razlikuje Dukan dijetu od ostalih dijeta je što se akcenat stavlja na unos niske količine masti.
Faza krstarenja - Cilj ove faze je postizanje željene telesne težine. Pored visoko proteinskih namirnica, preporučuje se povećan unos povrća. Ova faza treba da traje 5 do 10 dana za svaki kilogram telesne težine koji želite da skinete.
Faza konsolidacije - Kao što sam naziv govori, u pitanju je period prelaska sa striktnog plana ishrane na normalne svakodnevne navike u ishrani. Neke od namirnica koje se preporučuju za ovu fazu su: hleb, meso, namirnice bogate proteinima, skrob, ovsene pahuljice, voće.
Faza stabilizacije - Cilj ove faze je da vrati režim ishrane u normalu i da stvori zdrave navike koje će pomoći prilikom održavanja stečene telesne težine. Preporučene navike se odnose na redovno vežbanje i trening, primenu faze napada jednom nedeljno, naviku konzumiranja ovsenih mekinja svakodnevno (3 supene kašike dnevno).
Britanska Asocijacija za Dijabetičare (British Dietetic Association) je tri uzastopne godine (2010,2011,2012) proglasila da Dukanovu dijetu treba izbegavati.
Doktor Pierre Dukan je suspendovan kao doktor u Francuskoj.

#### Paleo i primalne dijete
Paleo dijeta je uslovno nova dijeta (vraćena u upotrebu pre manje od 10-ak godina), a koja se bazira na načinu ishrane koji su praktikovali direktni ljudski preci, i prvi ljudi. Još se popularno naziva i "dijeta pećinskih ljudi" ili "dijeta kamenog doba". Iako nova, popularnost dijete je naglo skočila nakon što je niz holivudskih glumaca i zvezda pričao o njoj, npr En Hatavej je bila vegetarijanac, da bi tokom snimanja filma "Interstelar" zaključila da nema snage za neke od scena i prešla na paleo ishranu. U 2013-oj Paleo je bila Guglov najtraženiji metod za mršavljenje.
Ideja je da su prvi ljudi evoluirali u savremenog čoveka na toj ishrani, i da je stoga ona najprilagođenija čak i savremenom čoveku, pošto se novi korak u evoluciji, odnosno novo prilagođavanje savremenom načinu ishrane još nije desio. Paleo dijeta se poziva na činjenicu da je prosečan Kromanjonac (prvi moderni ljudi) bio u proseku 20 cm viši od današnjeg čoveka, nije patio od viška kilograma, od karijesa, i bio je dosta snažniji od današnjih ljudi. Ove razlike su toliko drastične da su prvi ljudi ranije bili smatrani za zasebnu Homo vrstu. Paleo princip smatra da su ove razlike posledice upravo dijete i načina života. Prvi ljudi nisu gajili stoku, i nisu se bavili poljoprivredom. Prvi ljudi su živeli tzv lovačko-sakupljačkim načinom života, gde su slabiji članovi zajednice, svakodnevno hodali velike razdaljine sakupljajući semenke i koštunice i bobice za ishranu, dok su jači članovi zajednice lovili divljač. Karakteristika ovog života je velika fizička aktivnost, koja predstavlja suprotnost modernom načinu života gde ljudi sede 40 sati nedeljno ispred kompjutera, onda sednu u kola, voze se kući, gde sede ispred televizora i jedu hranu kupljenu u prodavnici, zasićenu šećerima.
Paleo dijeta pokušava da oponaša ishranu i način života ranih ljudi iz tzv gornjeg paleolita, po kome je dijeta i dobila ime. Iz ovog razlog voće i povrće koji se konzumiraju moraju biti organski gajeni, meso i jaja moraju biti od tzv "napasanih (grass fed)" i "slobodnih" ili "Šetajućih (free range)" životinja kako bi one maksimalno podsećale na meso divljih životinja. Da su životinje napasane, znači da uopšte nisu hranjene koncentratima i žitom, da im nisu davani hormoni i antibiotici, već su pasle i kljucale šta su same htele, a "slobodne" ili "šetajuće" označava da nisu gajene u malim kavezima u kojima ne bi mogle da se kreću, jer ovakvo meso ima potpuno drugačiji hormonalno/hemijski profil, pa čak i izgleda drugačije od standardno gajenog mesa. Jedan od pokazatelja organskog mesa je da masno tkivo šetajućih, napasanih životinja često ima žutu boju, dok je masno tkivo klasično hranjenih i gajenih životinja obično bele boje. Razlika u boji je od Beta-karotena, inače prekursora vitamina A. Paleo ishrana takođe podrazumeva konzumaciju svih delova životinje, a ne samo "lepog" mesa.
Paleo dijeta strogo zabranjuje upotrebu svih vrsta žitarica, mahunarki (kikiriki je mahunarka), mleka i mlečnih proizvoda, i svih namirnica sa bar-kodom. Dijeta odobrava sve vrste organskog mesa, organskog povrća (izuzetak predstavlja krompir) i organskog voća, semenki i koštunica. Semenke i koštunice se po pravilu proklijavaju pre upotrebe, iz istog razloga iz kog su mahunarke i žitarice potpuno zabranjene.
Svi ovi plodovi predstavljaju seme iz kog sledeća generacija biljke treba da poraste, te stoga sadrže veliki broj nutrijenata, koji će hraniti mladicu biljke. Ali da seme ne bi propalo pre nego što se uslovi za rast postignu, ti nutrijenti su vezani za tzv antinutrijente, kao npr fitinsku kiselinu. Ovo znači da konzumacija ovih plodova, klasično pripremljenih nema nikakvu nutritivnu vrednost, jer su svi minerali vezani u nesvarljivom obliku. Dodatni problem je da fitinska kiselina vezuje za sebe i nutrijente koji se već nalaze u crevima, i tako dodatno osiromašuje dijetu. Međutim kada proces klijanja počne, fitinska kiselina oslobađa nutrijente, i ove namirnice postaju jestive. Proces klijanja ne uklanja gluten iz hrane.
Zbog svojih pretpostavki, paleo dijeta je prilagođena svačijem metabolizmu, i pokazala se izvanredna kod čitavog niza oboljenja, i vrlo je hipoalergenska.
Kao i vegetarijanstvo, Paleo dijeta nije samo način ishrane već i način života. Pobornici ove dijete praktikuju da ne koriste uređaje (kompjutere, telefone, tablete i sl) nakon sumraka, jer ovi uređaji isijavaju i tako oponašaju sunce što može izazvati nesanicu. Takođe, pobornici ove dijete praktikuju ekstremno vežbanje. Akcenat je stavljen na intervalsko vežbanje, posebno velikog intenziteta; HIIT (High Intensiti Interval Training) i Tabatu, kod kojih se nekoliko zahtevnih vežbi odradi u svega nekoliko minuta, crossfit koji je još intenzivniji, i koji kombinuje nekoliko vežbi u jednu kako bi jedna nova vežba ciljala više mišićnih grupa, "snagatorsko" vežbanje, koje podrazumeva dizanje tegova, ali se od bodibildinga razlikuje po tome što je cilj snaga i fleksibilnost, dok bodibilding teži estetici. "Snagatori" su često sitniji od bodibildera, ali znatno agilniji i jači. Osnovna razlika u pristupu je da snagatori koriste dosta teže tegove od bildera, ali sa manjim brojem ponavljanja, a takođe i vežbe su im često dinamičnije od prostog podizanja tegova.
Primalna dijeta je varijacija na temu Paleo dijete kod koje je upotreba mleka dozvoljena, dok god je mleko punomasno i sirovo. Rezonovanje iza ovoga je da iako prvi ljudi nisu gajili stoku, ponekad bi ulovili životinju koja bi imala mlade i samim tim mleko u vimenu. Prvi ljudi nisu ništa bacali, a mleko bi mogli da popiju pre nego što bi ispekli meso. Mleko je dobar izvor kalcijuma, ali s druge strane, čak i danas veliki broj ljudi ne može da svari laktozu i/ili kazein iz mleka, što je dobar pokazatelj da nije predstavljalo uobičajenu namirnicu u gornjem paleolitu.
Takođe, iako nije mnogo verovatno da su prvi ljudi znali kako da fermentišu hranu, mnoge pristalice paleo dijete koriste fermentisane namirnice.

#### Sugar-free proizvodi
Kako se svest o opasnosti od šećera širi, tako se na tržištu pojavljuje sve veći broj proizvoda sa naznakom "bez šećera" ili "bez dodatog šećera". Ove namirnice uglavnom sadrže tzv "veštačke zaslađivače" koji su često još štetniji po zdravlje od samog šećera. Primeri veštačkih zaslađivača su aspartam i saharin a koriste se i agava, med i u skorije vreme stevia

### Dijete sa smanjenim unosom kalorija
Ove dijete teže da proizvedu kalorijski deficit od 500–1,000 kalorija po danu, što može rezultirati gubitkom od oko 0.5 kg do 1 kg nedeljno. Neke od najpopularnijih dijeta iz ove kategorije su DASH dijeta i Weight Watchers. 34 nasumično izabranih studija ovakvih dijeta, u cilju utvrđivanja efikasnosti gubljenja kilaže su pokazale da ove dijete dovode do smanjenja telesne mase od 8% u kratkom vremenskom periodu od 3 do 12 meseci.

#### Kalorije
Kalorija je Merna jedinica količine energije. Ranije, kalorije namirnica su određivane u kalorimetrijskoj bombi, hermetičkom sudu uronjenom u vodu. U sud bi se smestila namirnica čije se kalorije određuju, i namirnica bi se spalila. Odredila bi se promena temperature vode u spoljnom sudu, i na osnovu toga bi se odredile kalorije te namirnice. Ova metoda se danas retko koristi. Danas se kalorije nekog proizvoda određuju tzv Artvoter sistemom, gde se kalorije izračunavaju na osnovu poznate kalorijske vrednosti pojedinih sastojaka.

#### Namirnice sa negativnim kalorijama
Ovo je nepravilan naziv koji može da zbuni. Činjenica je da svaka hrana obezbeđuje izvesnu količinu energije. U namirnice sa "negativnim kalorijama" spadaju one namirnice koje obezbeđuju vrlo malo kalorija, i u isto vreme troše značajnu količinu kalorija da bi bile svarene. Neke od namirnica koje imaju ovo svojstvo su celer, grejpfrut, limun, limeta, jabuka, zelena salata, brokoli i kupus. Ipak, ni ove namirnice nemaju stvarno negativan kalorijski efekat. Stabljika celera na primer daje svega 6 kalorija, ali troši samo pola kalorije da bi bila svarena, što čini oko 8.3% od vrednosti koja bi ga učinila bezkalorijskom namirnicom. Čak i proteini, koji troše najveću količinu kalorija u procesu varenja, postižu samo oko 20%–30%. Dijete koje se baziraju na ovom konceptu ne deluju na način na koji obećavaju. One zapravo deluju time što napune stomak namirnicama koje daju vrlo male količine kalorija dajući utisak sitosti. Istraživanje je pokazalo da žvakanje žvake gori oko 11 kalorija po satu.
Etikete koje sadrže informacije o kalorijama, ne sadrže informaciju o tome kolika je energetska potražnja te namirnice prilikom varenja.

#### Weight Watchers
Weight Watchers ili "Praćenje Težine" je međunarodna kompanija bazirana u Sjedinjenim Američkim Državama koja pruža brojne usluge i proizvode koji treba da pomognu mršavljenje i održavanje kilaže. Kompanija posluje u oko 30 država, uglavnom pod imenom koje predstavlja prevod engleskog imena. Osnovna ideja iza ovog programa je da iskoristi naučna saznanja da pomogne korisnicima da izgube kilograme, formirajući pri tom zdrave navike, pametniju ishranu, podsticanjem redovnog vežbanja, i pružanjem podrške.

#### DASH dijeta
DASH dijeta (Dietary Approaches to Stop Hypertension) ili dijetetski pristup smanjenju povišenog pritiska, je bogata voćem, povrćem, proizvodima od obranog mleka, mesom, koštunicama, i mahunarkama, a limitira crveno meso, zašećerene namirnice, i masti.

### Dijete sa izuzetno smanjenim unosom kalorija
Dijete sa izuzetno smanjenim unosom kalorija obezbeđuju samo 200–800 kalorija dnevno, održavajući unos proteina ali limitirajući i masne hrane i ugljene hidrate. Ove dijete izazivaju izgladnjenost i time prosečan gubitak kilograma od 1,5 do 2,5 kg nedeljno. "2-4-6-8", je popularna dijeta ove vrste koja prati četvorodnevni ciklus gde se prvog dana konzumira svega 200 cal, drugog dana svega 400 cal, trećeg dana 600 cal i četvrtog dana 800 cal, zatim totalan post nakon čega se ciklus ponavlja. Ove dijete se generalno ne preporučuju jer mogu imati brojne nepoželjne efekte po zdravlje, uključujući i gubitak mišićne mase, povećan rizik od pojave gihta, i disbalans elektrolita. Ljudi koji praktikuju ovakve dijete moraju biti strogo kontrolisani od strane doktora kako bi se izbegle komplikacije.

### Detoks dijete
Detoks dijete tvrde da odstranjuju nepoželjne toksine iz ljudskog tela a ne da izazivaju gubitak težine. Mnoge koriste zeleno bilje ili celer kao i nisko kalorično povrće.

#### Đusiranje
Đusiranje je dijeta koja se sastoji isključivo od konzumacije "sokova" u određenom vremenskom periodu. Oni koji upražnjavanu ovakve dijete ne mogu jesti ne samo meso, već ni sirovo voće i povrće. Jedino mogu konzumirati sokove. Sokovnici koji se koriste u ovoj metodi ne bi trebalo da budu centrifugalni sokovnici, već gnječeći, koji mogu da iscede sok čak i iz zelenog lisnatog povrća kao što su npr spanać ili kelj.
Mada se mnogi zaklinju da su pomoću đusiranja popravili zdravlje do te mere da su prestali da koriste lekove za imuno bolesti koje su pili godinama, ne postoje istraživanja koja pokazuju da ova dijeta zaista ima takve efekte na zdravlje. Američko društvo protiv raka kaže, "ne postoje ubedljivi naučni dokazi su isceđeni sokovi zdraviji od celih namirnica".
Đusiranje verovatno nije najefikasniji način da se izvuku svi nutrijenti iz voća i povrća. Prema "Uckoo", poređenje isceđenog i izblendanog grejpfruta je pokazalo da je blendirani daleko superiorniji. Smudiji, koji predstavljaju voće izblendirano u sok umesto ceđenja, sadrže i pulpu, i seme u napitku te obezbeđuju mnogo više nutrienata.

### Ostale restriktivne dijete
U nekim slučajevima, ljudi iz zdravstvenih razloga moraju da izbegavaju određene grupe namirnica.

#### Dijeta bez glutena
Gluten je protein koji se nalazi u zrnu pšenice, raži i ječma. Ljudi koji pribegavaju ovoj dijeti su uglavnom pate od celijakije ili netolerancije na gluten, gde se ove smetnje uglavnom manifestuju nadimanjem, zatvorom ili prolivom, gubitkom ili nagomilavanjem težine, hroničnim umorom i slično. Bezglutenska dijeta je popularizovana jer ju je veliki broj poznatih počeo praktikovati.
U srbiji se ova dijeta posebno pročula zahvaljujući Novaku Đokoviću koji je 2010 izbacio gluten iz ishrane, i objavio knjigu "Serviraj za pobedu" koja se prodavala u supermarketima, i time proturila koncept širokim narodnim masama.

#### Dijeta sa jajima
Ova dijeta je dobila na popularnosti u poslednjih nekoliko godina iako vlada verovanje da su jaja veoma štetna po zdravlje zbog visokog nivoa holesterola. Fokus ove dijete nije na samoj količini namirnica, već na sadržaju nutrijenata koji se nalaze u namirnicama.

### Verske dijete
Religiozni tekstovi često mogu da navedu ljude da se pridržavaju određenog načina ishrane.

#### Postovi
U bibliji u Danijelovoj knjizi (1:2-20, i 10:2-3) se pominje 10-o ili 21-no dnevno odricanje od hrane, tzv Danijelov post. kod modernih verzija Danielovog posta, izbor hrane je sveden na žitarice, voće, povrće, mahunarke, koštunice, semenke i ulja. Danijelov post podseća na vegetarijanstvo u tom smislu da zabranjuje upotrebu mesa. Tekst sugeriše da će ovakav post promovisati dobro zdravlje kod onih koji ga praktikuju.

#### Košer dijeta
Košer namirnice su one koje se pokoravaju regulacijama kašruta (Jevrejskog dijetetskog zakona). Hrana koja se sme konzumirati u skladu sa halahom (Jevrejski zakon) se naziva košer, od Aškenazi izgovora Hebrejske reči kashér (Hebrejski: כָּשֵׁר), što znači "prikladno" (u ovom smislu, prikladno za konzumaciju). Hrana koja ne zadovoljava Jevrejski zakon se naziva treif (Jidiš: טרײף}} ili trejf, iz Hebrejskog טְרֵפָה trāfáh) što znači "iskidan" ili "smrtno ranjen".
Spisak nekih košer namirnica se nalazi u Levitikus 11:1-47 i Deuteronomy 14:3-20, kao i neka košer pravila. Razlog da neka hrana ne bude košer je ako sadrži sastojke od nekih ne-košer životinja ili od košer životinja koje nisu ubijene u skladu sa Jevrejskim zakonom, pa čak i upotrebom ne-košer pribora i mašina.
Svaki kašrut zakon, prema rabinima, sme da se prekrši ako je ljudski život ugrožen.

#### Halal
Halāl (Arapski: حلال ḥalāl, 'dopustivo'), je bilo koji predmet ili delo koje Šerijat dopušta. Pojam nije limitiran samo na hranu i piće, već pokriva sve aspekte svakodnevnog života. U pitanju je jedan od pet hukma (الأحكام الخمسة (al-ahkam al-khamsah)) — farz (obavezno), mustehab (preporučeno), halal (dozvoljeno), mekruh (nepoželjno), haram (zabranjeno) — koje definišu moralnost u Islamu. Muhab se takođe koristi s istim značenjem kao halal.
U opštem slučaju, u islamu se svaki predmet i akcija smatraju za dopuštene osim ako ne postoji direktna zabrana u islamskim spisima.

## Hranljivost
Pokazalo se da su dijete koje manipulišu jednim od makronutrijenata (mast ili ugljeni hidrati) imaju značajno bolje rezultate po gubljenje kilograma od dijeta koje zadržavaju tipičnu mešavinu namirnica ali sa manjim porcijama i nekim izmenama (npr. obrano mleko, ili manje dresinga na salati). Ipak, ekstremne dijete mogu u nekim slučajevima da dovedu do neuhranjenosti.
U cilju zdrave dijete, trebalo bi izbaciti ili bar ozbiljno smanjiti procesuiranu i prženu hranu, slatkiše, brzu hranu, i alkohol.
Nutricionisti se takođe slažu na važnosti manjeg unosa soli pošto komercijalna ulična hrana kao što su grickalice, biskviti, i testa između ostalog, već sadrže velike količine soli i doprinose prekoračenju dnevno nužne doze. Konvencionalna mudrost sugeriše da treba izbegavati i masno, i to posebno zasićene masti, ali se u poslednje vreme masti, i posebno životinjske masti vraćaju na velika vrata. Nova istraživanja koja pokazuju bilo štetnost, bilo bezazlenost masti, se svakodnevno pojavljuju. Ukoliko je cilj smršati, logično je smanjiti unos masti. Osobe koje se bave sportom, nemaju nikakvu potrebu da smanjuju masti.

## Elektronska pomagala
Jedna od najbitnijih stvari na koje treba obratiti pažnju, bilo da se želi smršati ili ugojiti, jeste odnos između unosa i potrošnje kalorija. Bitno je znati koju količinu energije osoba troši u toku dana, i na osnovu toga izabrati broj kalorija koje treba unositi dnevno. Standardno preporučenih 2000 cal nije isto osobi koja sedi 50 sati nedeljno na poslu, i osobi koja se aktivno bavi sportom. Ako je gubljenje kilograma cilj, potrebno je da unos kalorija bude manji od potrošnje. Nijedna dijeta ne može da zadovolji potrebe svih ljudi. Danas na svakoj namirnici piše koliko kalorija sadrži, pa je vrlo lako odrediti prosečan dnevni unos kalorija. Za namirnice koje ne sadrže bar kodove, kao što su voće i povrće, kalorijska vrednost, i nutritivne karakteristike se mogu naći na internetu, npr na "nutritiondata" sajtu, ili pak pomoću brojnih Aplikacija za smart telefone.
U poslednje vreme se pojavljuje sve veći broj pomagala za određivanje prosečne potrošnje kalorija.

### Pedometri
Pedometri su mali elektronski uređaji koji se nose na odeći u toku dana, i čija je osnovna funkcija merenje broja koraka. Postoje brojne aplikacije za mobilne telefone koje broje korake, i pređeno rastojanje, čak mogu prikazati putanju na mapi grada. Ovakve aplikacije koriste GPS pa dosta troše bateriju.
Postoje i druge integracije kao npr iPod Nano 5-te i 6-te generacije koji sadrži integrisani brzinometar.
Ozbiljniji pedometri mogu da prepoznaju da li osoba trči ili hoda.
Svojevremeno su pedometre koristili samo ljudi zagriženi za fitnes, dok u skorije vreme rastu u popularnosti i služe čak i za motivaciju. Preporučeno je da svaka osoba načini 10 000 koraka dnevno, a pomoću pedometra je lako pratiti uspeh.

### Fitnes narukvice
Najpopularnije narukvice ove vrste su "Jawbone UP" i "FitBit". Ove narukvice sadrže u sebi pedometar, a prate i režim i vreme spavanja, brzinu otkucaja srca, mogu pokazivati vreme, i buditi nosioca ujutro pomoću vibracija umesto alarma. Mogu same da razlikuju različite modove vežbanja, pa čak i razlikuju hodanje od penjanja uz stepenice, i mere nagib uspona. Sinhronizuju se sa mobilnim telefonima putem wi-fi-ja. Prateće aplikacije za mobilne telefone, omogućavaju ručni unos obroka i konzumirane vode, tako da same preračunavaju razliku između unosa i potrošnje kalorija. Ručno se mogu unositi visina i kilogrami, pa aplikacije mogu korisnicima zadavati izazove da im pomognu da smršaju, ili naprosto da treniraju ozbiljnije.
Neke od ovih narukvica takođe prikazuju identifikaciju poziva i omogućavaju rukovanje muzičkim plejerom na telefonu.
Fitbit je takođe proizveo i vagu za merenje koja se sama sinhronizuje sa telefonom ili kompjuterom, i koja može da razlikuje do 8 ukućana.

## Literatura
- Elliott Proctor Joslin (2005). Joslin's Diabetes Mellitus: Edited by C. Ronald Kahn ... [et Al.]. Lippincott Williams & Wilkins. стр. 3. ISBN 978-0-7817-2796-9. Приступљено 20. 6. 2013.
- Petrelli, Jennifer; Wolin, Kathleen Y. (2009). Obesity (Biographies of Disease). Westport, Conn: Greenwood. стр. 11. ISBN 978-0-313-35275-1.

## Spoljašnje veze
- Dijeta
- Dijeta
- „Personalizovana dijeta”. Архивирано из оригинала 24. 12. 2015. г. Приступљено 23. 12. 2015.
- Weight Watchers